# Hemsedal
Hemsedal é uma comuna da Noruega, com 752 km² de área e 1 876 habitantes (censo de 2004).         